# Zičiujfalu
Zičiujfalu (mađ. Zichyújfalu) je selo u mađarskoj županiji Fejer. Susedna naselja su: Gardonj, Pustasabolč, Šeregelješ i Sabadeđhaza. Zičiujfalu se prvi put pominje 1239. godine.

## Spoljašnje veze
- Zichyújfalu Архивирано на веб-сајту  (5. март 2016) – nemzetijelkepek.hu (језик: енглески)